# Dulce Chacón
Dulce Chacón, född 6 juni 1954 i Zafra, Spanien, död 3 december 2003 i Madrid, var en spansk romanförfattare, poet och dramatiker. Hon var känd för sina progressiva åsikter och sin frispråkighet om dödsstraff under Francisco Francos tid. 
Hon debuterade 1992 med diktsamlingen Querrán ponerle nombre. Sammanlagt skrev hon fem diktsamlingar och fem romaner.
Hennes roman La voz dormida (utgiven på svenska av Gavrilo förlag med titeln Den sovande rösten), som bygger på insamlade vittnesmål från kvinnor som satt i fängelse under Francodiktaturen, blev mycket uppmärksammad och tilldelades de spanska bokhandlarnas pris för årets bok 2002.
Hon avled plötsligt i cancer 2003.